# Su-30MKI (航空機)
 Su-30MKI / Су-30МКИ
インド空軍のSu-30MKI戦闘機
- 用途：戦闘機
- 分類：多用途戦闘機
- 設計者： スホーイ設計局
- 製造者：ヒンドスタン航空機[1]
- 運用者： インド（インド空軍）
- 初飛行：2000年11月26日[2]
- 生産数：272機（2020年）[3][4][1]
- 運用開始：2002年9月27日
- 運用状況：現役
- 原型機：Su-30
- サブタイプ：

  -  Su-30MKA（英語版）
  -  Su-30MKM
  -  Su-30SM

Su-30MKI（ロシア語: Су-30МКИ）は、ロシアのスホーイが開発したSu-30のインド空軍向け仕様機を、ヒンドスタン航空機（HAL:Hindustan Aeronautics Limited）がライセンス生産したマルチロール戦闘機。NATOコードネームはフランカーH（Flanker H）と呼称される。

## 導入経緯
インドは1996年11月30日、ロシアのスホーイと40機のSu-30購入契約に署名し、1997年3月から引き渡しが開始された。最初の8機はSu-30PUと呼ばれ、推力偏向機構を持たないAL-31ターボファンエンジンを搭載し、フランスのセクスタン・アビオニク製電子機器、イスラエル製電子戦システムを装備していた。
2000年10月、140機のSu-30MKIのインドでのライセンス生産に関する了解覚書（MoU:Memorandum of Understanding）に署名、12月にロシアのイルクーツク航空機工場で技術移転契約が締結された。インド空軍は272機を発注し、このうち50機は2004年と2007年にロシアから納入されることとなった。インドでのライセンス生産はヒンドスタン航空機で行われることとなり、4段階で生産が行われ、第一段階のSu-30Mk.I、第二段階のSu-30Mk.IIおよび第三段階のSu-30Mk.IIIはノックダウン生産、第四段階のSu-30Mk.IVからライセンス生産となった。
Su-30MKIのインド空軍への引き渡しは2002年から開始され、2021年に予定されていた222機を納品した。2020年6月、インドは事故喪失分の補填として1,073億ルピー（14億7,000万ドル）で12機を追加発注し、2022年3月18日にも12機を追加発注したが、ロシアのウクライナ侵攻の影響により5月に12機の追加発注はキャンセルされた。

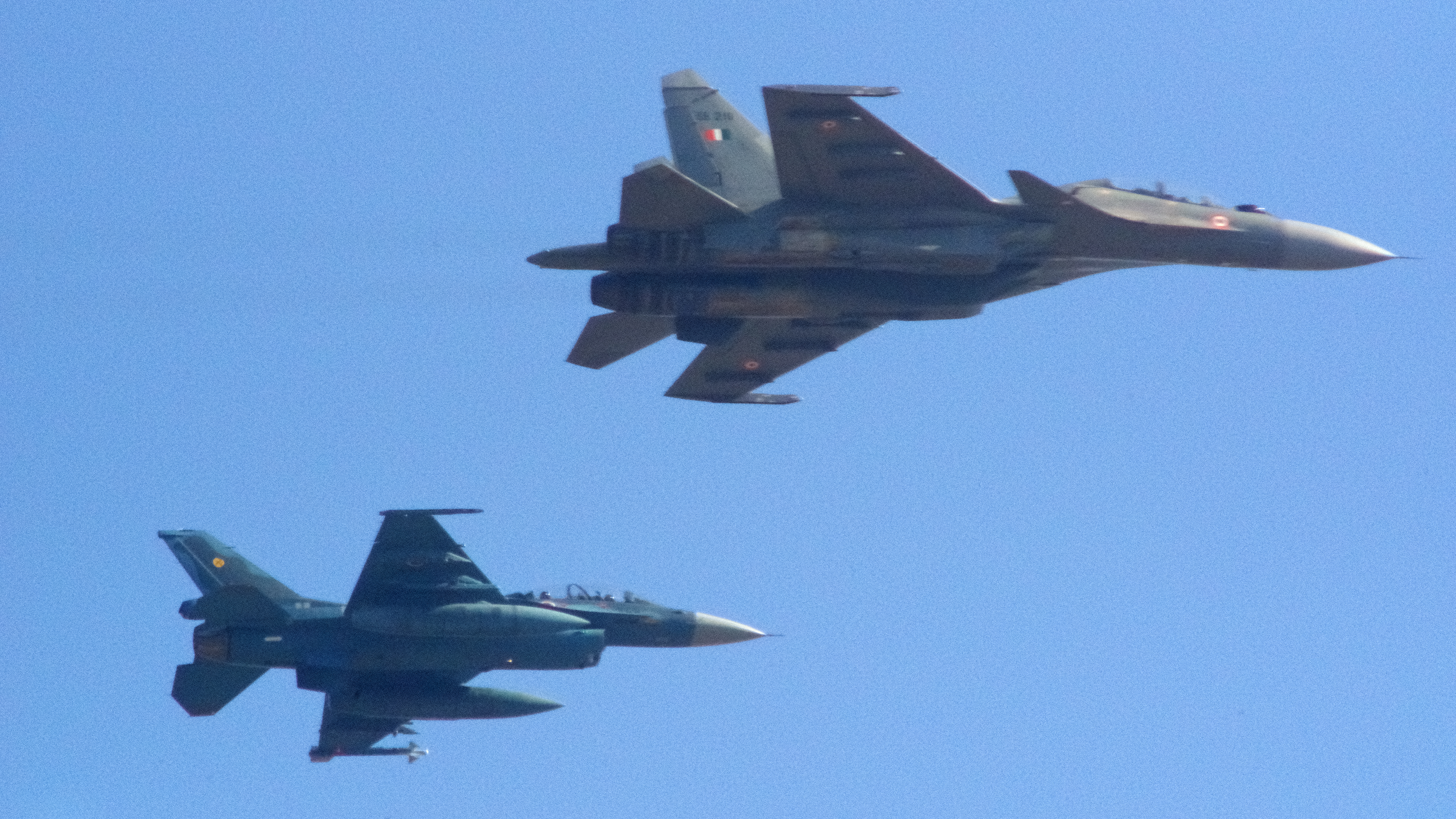
百里基地上空で共同訓練中のインド空軍のSu-30MKI戦闘機(上)と自衛隊のF-2戦闘機(下)

2023年1月10日、日印共同訓練に伴いインド空軍所属の西部航空コマンド第220飛行隊デザートタイガーズ (en:No. 220 Squadron IAF) のSu‐30MKIが4機と、同第81飛行隊スカイローズ (en:No. 81 Squadron IAF) のC-17輸送機2機が到着、1月27日まで百里基地に滞在。さらにSu-30MKIの空中給油のため、中央航空コマンド第78飛行隊バトルクライ (en:No. 78 Squadron IAF) のIl-78空中給油機が1機参加し、訓練期間は同月の16日から26日、百里基地周辺と入間基地にて行った。

## 機体

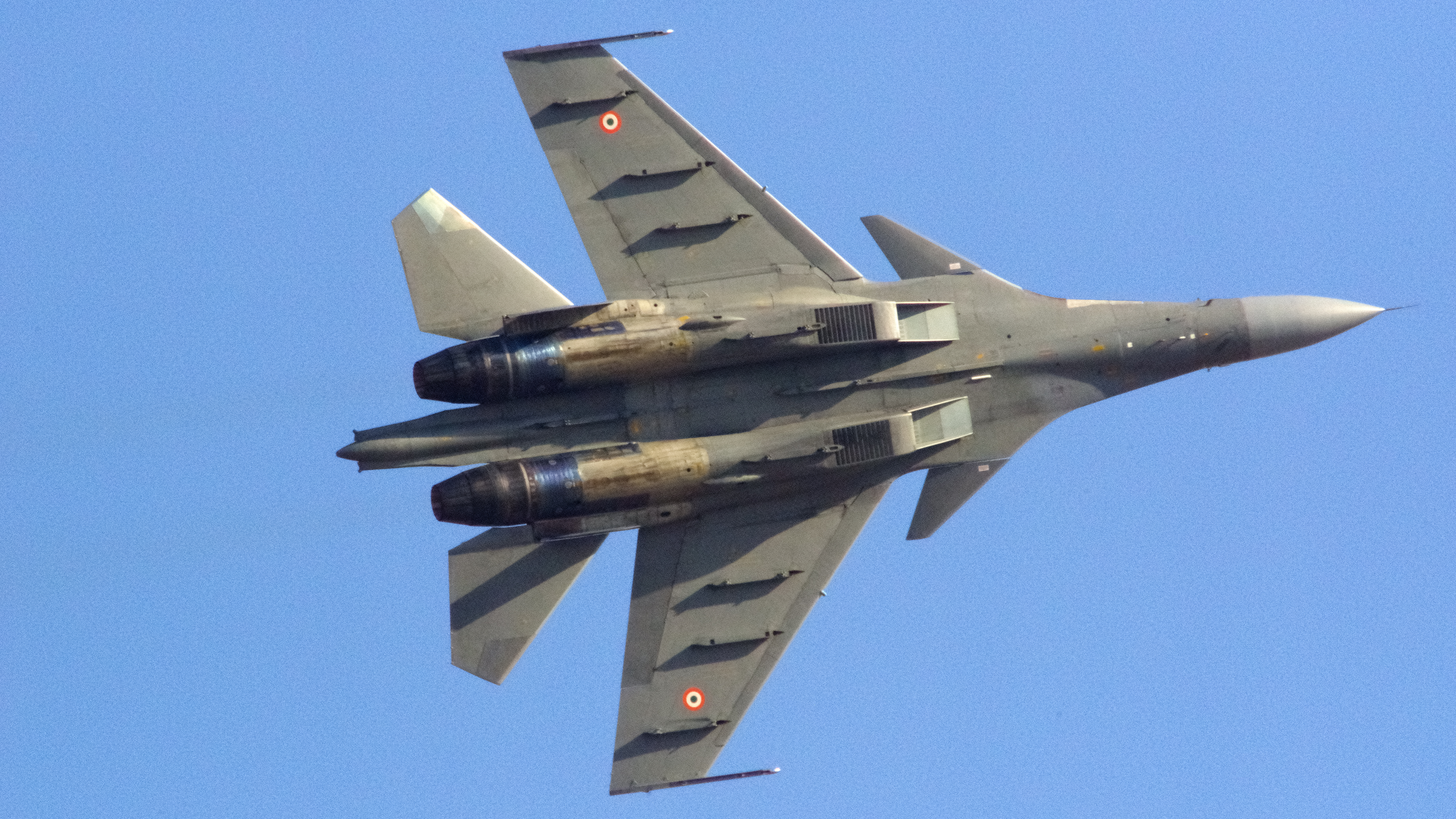
下方より見る

外見上は、Su-33やSu-34と同様にLERX部分にカナード翼を追加した三翼機 (Three-surface aircraft) であることが最大の特徴である。

### アビオニクス
機首に搭載しているのは、V・V・チホミーロフ記念機器製作科学研究所製N011Mパルス・ドップラー・レーダーで、空対空および空対地を有し、捜索距離400km、追跡距離200km、後方探知距離60km、最大15目標の同時追跡、4目標の同時交戦が可能となっている。
コックピット前方にはOLS-30電子光学目標指示装置を装備し、最大追跡距離90kmとなっている。

### エンジン
エンジンは、リューリカ設計局製AL-31FPターボファンエンジン2基搭載、推力偏向ノズルが装備されており、左右各15度、上下各32度稼働し、ピッチの偏向だけでなく、左右を逆方向に動かすと機体をロールさせることができる。

### 能力向上改修

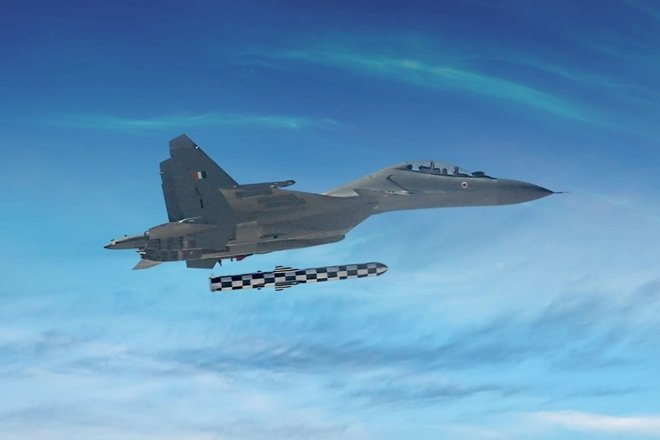
ブラモスERの発射試験を行うSu-30MKI

2010年5月、40機のSu-30MKIに対してレーダー、電子戦装置、ミッション・コンピュータの換装およびブラモス超音速巡航ミサイル運用能力付与改修契約をロシアに発注し、2012年からインド空軍への改修機の引き渡しが開始された。ブラモスを搭載しての初の飛行試験は2016年6月25日に行われ、初の空中発射試験は2017年11月22日に実施している。2020年1月20日、第222飛行隊がブラモスを装備する初のSu-30MKI飛行隊となった。
インド空軍では、レーダーをロシアのファゾトロン-NIIR製ジュークAEアクティブ電子走査アレイ（AESA:Active Electronically Scanned Array）への換装を計画しており、2012年にインド国防省は改修計画を国会に提出した。また、2012年に80機のSu-30MKIへスタンドオフ兵器運用能力付与改修を計画し、情報開示（ROI:Release of Information）を要求した。さらに、Su-30MKIの視界外戦闘（BVR:Beyond Visual Range）能力向上のため、国産のアストラとイスラエル製のダービー空対空ミサイルの運用能力付与改修を計画し、2019年9月にアストラの運用試験が行われた。

## 運用

### 実戦投入
2019年2月26日、インド空軍はパキスタンのイスラーム過激派組織ジャイシュ＝エ＝ムハンマドの拠点を空爆するため、4機のSu-30MKIがパキスタン領空までミラージュ2000を護衛し、バーラーコート空爆を支援した。パキスタン側は、空中戦でSu-30MKIを撃墜したと主張しているが、インド側は確認された唯一の損害はMiG-21だったと主張している。

### 部隊配備
- バレーリー空軍基地（英語版）
  - 第15航空団
    - 第8飛行隊（英語版）
    - 第24飛行隊（英語版）[29]
- チャブア空軍基地（英語版）
  - 第14航空団
    - 第102飛行隊（英語版）[29]
- ハルワラ空軍基地（英語版）
  - 第9航空団
    - 第220飛行隊（英語版）[29]
    - 第221飛行隊（英語版）[30][31]
- ジョードプル空軍基地（英語版）
  - 第32航空団
    - 第31飛行隊（英語版）[29]
- ローガオン空軍基地（英語版）
  - 第2航空団
    - 第20飛行隊（英語版）[29]
    - 第30飛行隊（英語版）[29]
- シルサ空軍基地（英語版）
  - 第45航空団
    - 第15飛行隊（英語版）[29]
- サロニバリ空軍基地（英語版）
  - 第11航空団
    - 第2飛行隊（英語版）[29]
    - 第106飛行隊（英語版）[32]
- マハラジプール空軍基地（英語版）
  - 第40航空団
    - 戦術・航空戦開発事業団（英語版）[33][34]
- タンジャーブル空軍基地（英語版）
  - 第47航空団
    - 第222飛行隊（英語版）[35][36]

## 喪失事故
インド空軍ではSu-30MKI導入後、11機を事故により喪失している。

## 仕様
出典: 世界の名機シリーズ Su-27フランカー 増補改訂版
諸元
- 乗員: 2名
- 全長: 21.93 m
- 全高: 6.35 m
- 翼幅: 14.69 m
- 翼面積: 62.04 m2(C)
- 最大離陸重量: 34,000 kg
- 動力: リューリカ設計局製AL-31FP
  - ドライ推力: × 2
  - アフターバーナー使用時推力: 12,800 kg （28,220 lb） × 2
- 最大兵装搭載量：8,000 kg

性能
- 最大速度: M2.0(2,120 km/h)(高高度)  M1.09(1,400 km/h)（海面高度）
- 航続距離: 3,000 km（高々度）  1,300 km（海面高度）
- 実用上昇限度: 17,500 m
- 機内燃料容量： 10,000 kg
- 最大耐G値： 9 G
- 離陸滑走距離： 750 m（A/B使用時）
- 着陸滑走距離： 650 - 700 m（制動傘使用時）

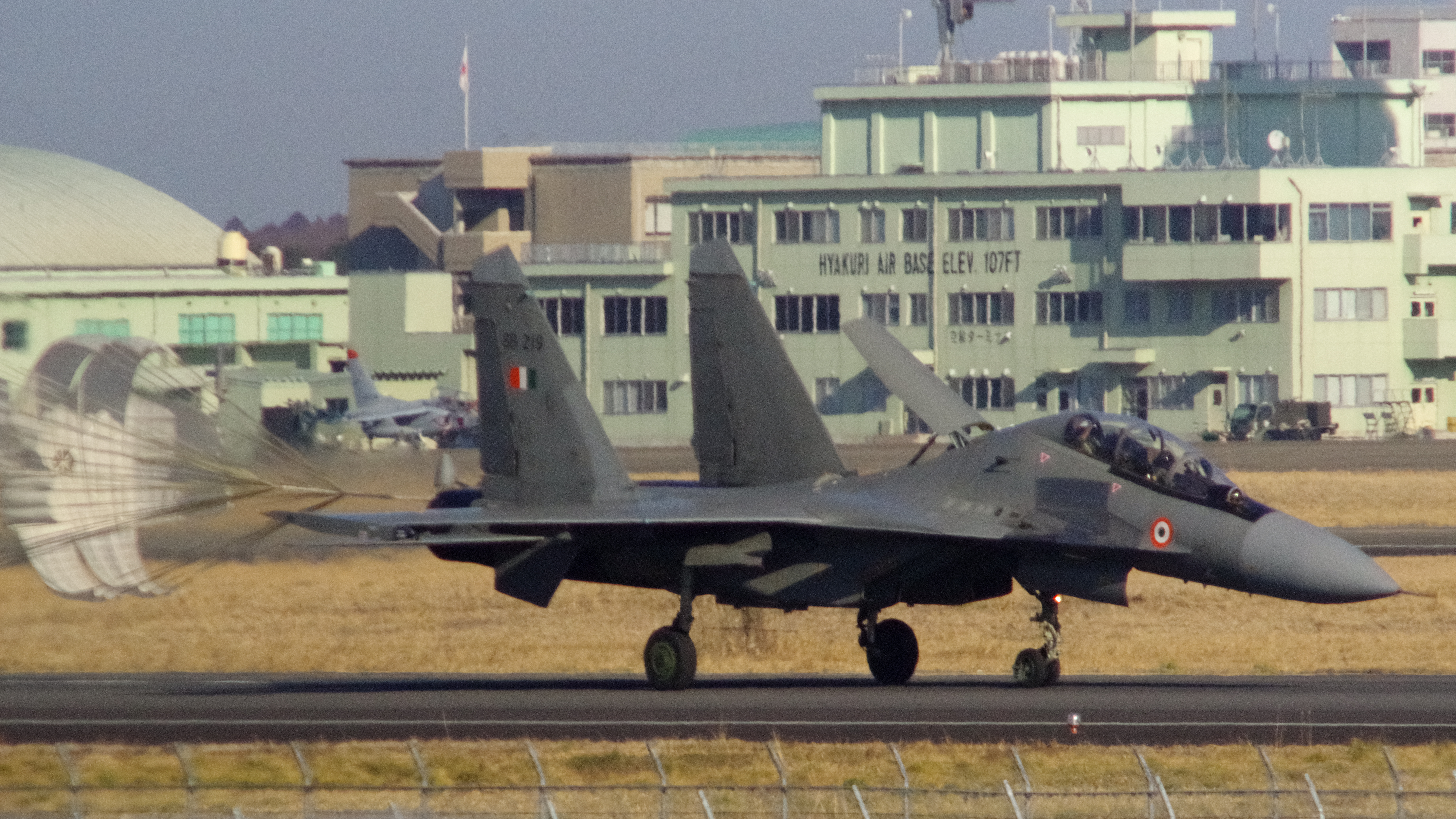
制動傘による着陸

### 武装
- 固定武装

- GSh-30-1 30mm機関砲×1

12か所のハードポイントにパイロンを介してそれぞれ対応した兵装を搭載可能。
- ミサイル

- 短射程空対空ミサイル

- R-73

- 中射程空対空ミサイル

- R-77
- R-27ER/ET
- R-27R/T
- アストラ Mk.1
- I-ダービーER

- 長射程空対空ミサイル

- K-100

- 空対地ミサイル

- Kh-29T/L
- Kh-59ME

- 空対艦ミサイル

- Kh-31A
- Kh-35
- Kh-59MK
- ブラモス

- 対レーダーミサイル

- Kh-31P
- ルドラム 1

- 爆弾

- OFAB-250-270
- OFAB-100-120
- FAB-500T
- RBK-500
- KAB-500L
- KAB-1500L
- スダルシャン
- SPICE
- DRDO SAAW
- DRDO ガウラヴ

- ロケット弾

- S-8
- S-13

- その他兵装

- ライトニング照準ポッド
- EL/M-2060P偵察ポッド
- SAP-518電子戦ポッド